# ابونصر بن السری
ابونصر بن السری (عربی: أبو نصر بن السري) فرمانروای مصر در دوران خلافت عباسی بود.